# التهاب الرئة الخلالي اللمفاوي
التهاب الرئة الخلالي اللمفاوي (بالإنجليزية: Lymphoid interstitial pneumonia)‏ هو متلازمة ثانوية لمرض مناعة ذاتية أو غيرها من الاضطرابات التكاثرية اللمفية. والمرض هو التهاب رئوي خلالي مجهول السبب.